# Santa Catalina (Negros Oriental)
Santa Catalina és un municipi de la província de Negros Oriental, a la regió filipina de les Visayas Centrals. Segons les dades del cens de l'any 2007 té una població de 72.629 habitants distribuïts en una superfície de 523,10 km².

## Divisió administrativa
Santa Catalina està políticament subdividida en 22 barangays.
| - Alangilan - Amio - Buenavista - Kabulacan - Caigangan - Caranoche - Cawitan - Fatima | - Mabuhay - Manalongon - Mansagomayon - Milagrosa - Nagbinlod - Nagbalaye - Obat | - Poblacion - San Francisco - San Jose - San Miguel - San Pedro - Santo Rosario - Talalak |